# Мольтке, Хельмут Карл Бернхард фон
Граф (с 1870) Хе́льмут Карл Бе́рнхард фон Мо́льтке, Мо́льтке Ста́рший (нем. Helmuth Karl Bernhard Graf von Moltke; 26 октября 1800 — 24 апреля 1891) — прусский и германский военачальник и военный теоретик, генерал-фельдмаршал Пруссии (1871) и Российской империи (1872), начальник Большого Генерального штаба Пруссии. Почётный гражданин Кёльна (1879). Наряду с Бисмарком и Рооном считается одним из основателей Германской империи. Дядя начальника германского генерального штаба генерал-полковника Хельмута фон Мольтке (Мольтке-младшего).

## Биография
Родился в Мекленбурге в Пархиме. Выходец из древнего дворянского рода Мольтке, известного в Дании и Швеции с XII века. С 1803 года семья Мольтке жила в Любеке. С 1809 года воспитывался с братьями в семье пастора в Хоэнфельде. С 1811 года обучался в кадетском корпусе в Копенгагене, который окончил в 1818 году. Произведён в секунд-лейтенанты датской армии и зачислен в Ольденбургский пехотный полк (Рендсбург). В 1820 году переведён в егерскую роту полка. Не имея перспектив на продвижение в датской армии, решил перейти в армию одного из крупных германских государств, выбрав в итоге Пруссию.
В феврале 1822 года сдал экзамен и перешёл на прусскую службу секунд-лейтенантом фузилёрного батальона 8-го пехотного полка (Франкфурт-на-Одере). Через год сдал вступительные экзамены, а в 1826 году окончил Берлинскую Высшую военную школу. Ещё во время учёбы начал издавать военно-исторические и теоретические работы. После её окончания направлен преподавателем в офицерскую школу 5-й кавалерийской бригады. В 1828 году зачислен в топографическое отделение при прусском Генеральном штабе. В 1833 году зачислен в постоянный состав Генерального штаба, работал в его Топографическом бюро. В 1835 году произведён в капитаны.
В 1835 году совершил путешествие в Османскую империю. Получив для путешествия шестимесячный отпуск, он по просьбе султана Махмуда II и с согласия императора остался в Стамбуле в качестве военного советника. Участвовал в реформировании и обучении турецкой армии. После открытия в 1837 году официальной прусской военной миссии в Османской империи был зачислен в её состав. Принимал участие в кампании 1838 года Таурузской армии Хафиз-паши против курдов. В 1839 году принял деятельное участие во Второй турецко-египетской войне на стороне Турции против фактического правителя Египта Мехмеда-Али. Был участником битвы при Незибе 24 июня 1839 года, в которой египетская армия Ибрагима-паша нанесла сокрушительное поражение османской армии.
В 1839 году вернулся в Пруссию. Продолжил службу в прусском Генеральном штабе, получив известность после издания «Писем о жизни и событиях в Турции 1835—1839 гг.» и ряда других работ о Турции. С апреля 1840 года служил в штабе IV армейского корпуса (Берлин). 12 апреля 1842 года он был произведён в майоры. С декабря 1845 года — адъютант принца Генриха Прусского, жившего в те годы в Риме. После его смерти в декабре 1846 года назначен в штаб VIII армейского корпуса (Кобленц). В мае 1848 года назначен начальником отделения в Генеральном штабе, в августе 1848 — начальником штаба IV армейского корпуса (Магдебург), в 1850 году произведён в подполковники, а 2 декабря 1851 года — в полковники.
В сентябре 1855 года назначен первым адъютантом кронпринца Фридриха Вильгельма. С принцем совершил несколько зарубежных поездок, в том числе в 1856 году посетил Россию для участия в коронационных торжествах императора Александра II. 15 октября 1856 года произведён в генерал-майоры.

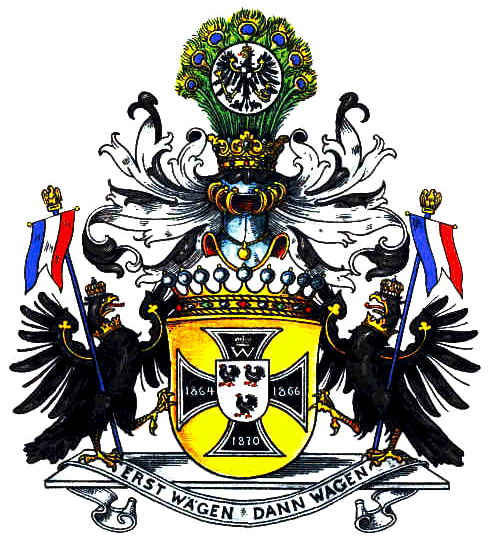
Герб графа Мольтке

В октябре 1857 года произошло событие, имеющее огромные последствия для будущего Германии и всей Европы — генерал-майор Мольтке был назначен исполняющим обязанности начальника прусского Большого Генерального штаба. Назначение недавно ставшего генералом Мольтке на этот пост стало результатом компромисса между придворными кругами, военным министерством и военным кабинетом короля, а сам он считался не самостоятельной и потому устраивавшей всех фигурой. 18 сентября 1858 года он был утверждён в должности, а 31 мая 1859 года произведён в генерал-лейтенанты. Начал упорную кропотливую работу по повышению роли Генерального штаба в системе прусского военного управления (тогда роль Генерального штаба была очень скромна и никакого влияния на планирование военных операций он не имел). Тогда же начался рост его влияния на принца-регента Вильгельма I, ставшего в 1861 году королём Пруссии. Мольтке перестроил работу Генерального штаба — вместо подготовки планов по заданию короля теперь Генеральный штаб сам вёл непрерывную аналитическую работу, определял наиболее вероятные угрозы для Пруссии, делал самостоятельные военно-политические и стратегические выводы, на основе которых самостоятельно готовил планы военных действий.
К 1864 году разработал план войны против Дании. Правда, назначенный главнокомандующим генерал-фельдмаршал Фридрих фон Врангель не сумел реализовать этот план, что привело к затягиванию военных действий Австро-прусско-датской войны 1864 года. На аудиенции у короля 30 апреля 1864 года Мольтке сумел добиться своего назначения начальником штаба союзных австрийских и прусских войск. Новый главнокомандующий кронпринц Фридрих Карл передал ему фактическое руководство войсками. 29 июня прусско-австрийские войска возобновили наступление, захватили укреплённый датчанами остров Альс и к середине июля оккупировали всю Ютландию. 18 июля было заключено новое перемирие, результатом которого стало подписание 30 октября в Вене мирного договора. Дания признала своё поражение, от неё были отторгнуты провинции Шлезвиг и Гольштейн, позже вошедшие в состав Пруссии.
Мольтке был сторонником объединения Германии под властью Пруссии, и на этой почве был союзником ставшего канцлером в 1862 году Отто фон Бисмарка. Впрочем, друг к другу эти вернейшие политические союзники относились очень холодно и часто конфликтовали. Когда после окончания войны с Данией стали резко обостряться австро-прусские противоречия на почве борьбы за лидерство в Германии, вопрос подготовки новой войны с Австрией быстро вышел на повестку дня. Теперь Мольтке уже не только готовил план военных действий, но и совместно с военным министром генералом Альбрехтом фон Рооном руководил всей подготовкой прусской армии к войне, а Бисмарк обеспечивал дипломатическую изоляцию Австрии.
Мольтке разработал план кампании против Австрии как план молниеносной войны. Мольтке решительно концентрировал войска на направлении главного удара в Богемии, оставив для борьбы против германских союзников Австрии незначительные силы и фактически оголив границу с Францией. Среди прусского генералитета этот план вызвал большие возражения (среди противников плана Мольтке оказался и военный министр Роон и все трое командующих армиями), но в ходе нескольких совещаний при короле Мольтке удалось убедить и генералов и самого короля в своей правоте. Благодаря плану Мольтке прусская армия получила преимущества быстрой мобилизации и сосредоточения. Австрийская армия потерпела ряд поражений в Богемии и Моравии, а в генеральном сражении при Садове была окончательно разгромлена. План битвы при Садове целиком принадлежал Мольтке, основой плана была идея двух сходящихся ударов с целью расшатать позицию австрийцев и нарушить её связность. Несмотря на неблагоприятное стечение обстоятельств (пруссаков подвела техника — Эльбская армия не получила вовремя приказа на атаку из-за порчи телеграфа), план Мольтке удался, и австрийская армия была разбита. Сам он с началом войны был назначен начальником полевого штаба при короле, а фактически принял на себя руководство боевыми действиями на главном театре военных действий (впрочем, титулованные командующие прусскими армиями немало противодействовали его распоряжениям, и Мольтке часто приходилось обращаться к помощи короля). Так или иначе полный успех задуманного и осуществленного им блицкрига наконец-то вывел Мольтке и возглавляемый им Генеральный штаб на первые роли в прусской армии, а самого Мольтке сделал национальным героем. 8 июня 1866 года он был произведён в генералы от инфантерии.

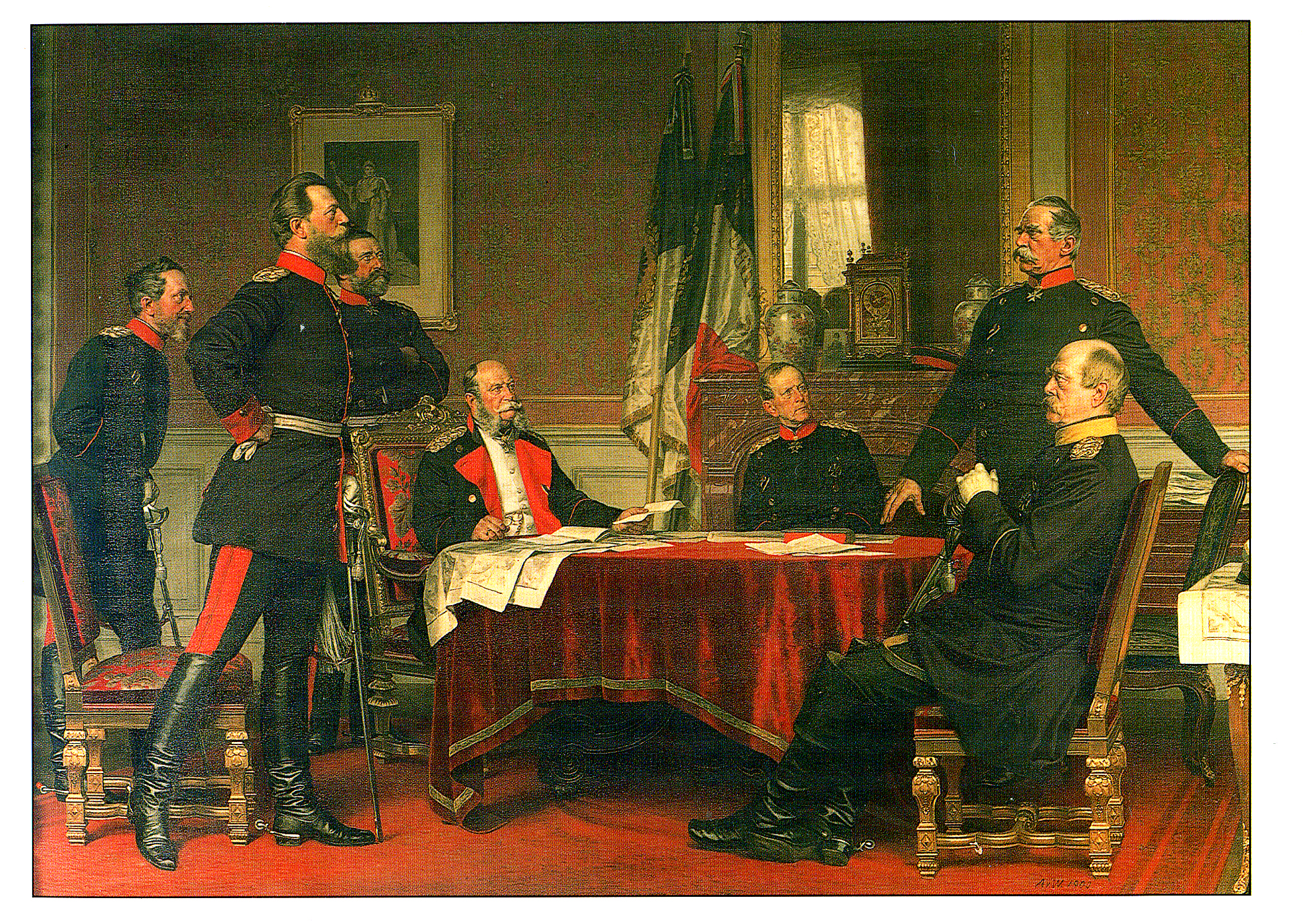
Германская штаб-квартира в Версале (1870). Слева-направо: Блюменталь, Фридрих, Верди дю Вернуа, Вильгельм I, Мольтке, Роон, Бисмарк

Важнейший шаг на пути к объединению Германии «железом и кровью» был сделан. На пути становления Германии как великой державы оставался последний и самый сильный противник — Франция. В 1866—1870 годах Мольтке целенаправленно занимался разработкой плана войны с Францией. Теперь завоёванный им авторитет позволял ему действовать полностью самостоятельно. В 1870 году возглавил штаб Вильгельма I в войне с Францией: фактически Мольтке был командующим войсками германских государств, сражавшихся с Францией. Руководил победоносным для германцев сражением при Седане, в результате которого в плен сдался император Франции Наполеон III и 110 000 французских солдат. Осенью-зимой 1870 года руководил осадой Парижа. Участвовал в подготовке провозглашения Германской империи в январе 1871 года и условий мирного договора с Францией. После провозглашения империи в 1871 году назначен начальником Большого Германского Генерального штаба.
За победу в этой войне Мольтке получил все мыслимые награды: он был награждён Большим крестом Железного креста в марте 1871 года, а 17 июня произведён в генерал-фельдмаршалы.
Известный своим германофильством российский император Александр II 27 декабря 1870 года наградил его орденом Св. Георгия II степени. 30 августа 1872 года назначен шефом 69-го пехотного Рязанского полка, оставаясь им до своей смерти. В том же году получил чин генерал-фельдмаршала Российской империи. Кроме того, был избран почётным членом Санкт-Петербургской академии наук 3 декабря 1871 года за военно-теоретические и военно-исторические труды.
С 1867 по 1891 год был депутатом рейхстага от консерваторов. В рейхстаге он также играл заметную роль, выступая по военным вопросам.
После разгрома Франции Мольтке стал фактически третьим лицом в Германской империи после самого императора и Бисмарка, а в армии его авторитет стал незыблем (офицеры между собой именовали его полубогом). Он сформулировал и воплотил на практике основные принципы воспитания прусского офицерского корпуса, переведя под контроль Генерального штаба Прусскую Военную академию. Был сторонником повторного разгрома Франции и укрепления военного союза с Австрией. Не будучи сторонником войны против России (впрочем, исключительно по военным соображениям), тем не менее опасался будущего военного союза Франции и России и планировал одновременную войну Германии на два фронта против них.
В 1881 году он обратился к королю с прошением об отставке. Вильгельм ответил отказом, но разрешил учредить должность генерал-квартирмейстера с тем, чтобы он принял на себя повседневные служебные обязанности Мольтке, освободив его для решения важнейших стратегических вопросов и для военно-теоретической работы. По рекомендации Мольтке на этот пост был назначен генерал Альфред фон Вальдерзее, которого он готовил на роль своего преемника в Генеральном штабе. После смерти императора Вильгельма и бывшего на троне всего 99 дней Фридриха III Мольтке вновь подал в отставку. Новый император Вильгельм II её принял в августе 1888 года. Впрочем, Мольтке тут же был назначен главой Комиссии по обороне страны, и хотя эта специально созданная для него должность не имела постоянных функций, он активно участвовал в решении ряда важных военных и государственных вопросов. Сохранял бодрость и работоспособность до последнего дня жизни — за несколько часов до кончины выступал на заседании Прусской Палаты господ.

## Влияние Мольтке на развитие военного искусства
В теории военного искусства поддерживал идею о неизбежности войн и их «цивилизирующей» роли в развитии общества. Теоретически осмысливал в своих работах новые явления в военном деле, возникшие после появления массовых армий:
разработал систему упреждающего развёртывания и сосредоточения войск, принципы внезапного начала военных действий охватом противника с флангов и молниеносного его разгрома в генеральном сражении («врозь идти, вместе драться»). Мольтке не отрицал связи войны с политикой, однако считал, что политика оказывает решающее воздействие лишь на начало и на конец войны. Он не признавал действия объективных законов войны. Не отрицая взаимосвязи стратегии и тактики, не признавал руководящую роль первой по отношению ко второй. Весьма преувеличивал роль личности полководца в военном деле.
Один из создателей теории тотальной войны, позднее развитой Эрихом Людендорфом. Обосновал и практически применил принципы быстротечной войны. В последние годы жизни сделал верный прогноз о затяжном характере будущей мировой войны, отвергнутый подавляющим большинством его современников, но подтвердившийся ходом первой мировой войны.
Мольтке явился сторонником строжайшей дисциплины, точности исполнения всего, что составляло программу воспитания и образования войск. Он основывал всю мирную подготовку на строгом расчёте, предусмотрительности, доходившей до мелочей, на устранении возможных случайностей. Он заимствовал образцы у великих полководцев, но вместе с тем он категорически высказывался, что опытом прежних войн можно пользоваться лишь постольку, поскольку они отвечают условиям современности. Он проводил неустанно среди подчинённых идею, что первый бой есть экзамен всех соображений и расчётов, и не выдержать этот экзамен — значит провалить все эти соображения, а вместе с тем и доказать несостоятельность высшего персонала армии.
В стремлении достичь большей готовности армии он упростил переход армии с мирного на военное положение сокращением требующегося на это времени (территориальная система укомплектования). Самое аккуратное снабжение каждой войсковой части всей необходимой для военного времени материальной частью, самым тщательным образом рассчитанная военно-конская и военно-повозочная повинность и, наконец, педантичный по часам расчет всех войсковых мобилизационных работ — вот чего добивался и добился Мольтке. Но если в указанном выше кое-что и было сделано до назначения его начальником генерального штаба, то в вопросе о сосредоточении армии ему пришлось создавать всё вновь. Понимая, что добиться точности в перевозках мобилизованных войск можно только тогда, когда железные дороги будут в руках правительства, Мольтке добился не только выкупа всех железных дорог в казну, но и того, что в проложении новых линий доминирующим условием должен быть замысел войны; он не допускал прокладки линий коммерческого значения ранее, чем будут осуществлены проекты стратегических дорог. Достигнув этого, он направил работу генерального штаба к составлению планов перевозок по корпусам и добился того, что впоследствии имел полное право сказать по объявлении войны Франции: «Я могу, наконец, отдохнуть».
Написал несколько книг по военному искусству и военной истории, наиболее значимые из которых «Военные поучения» и «История франко-германской войны 1870—1871 гг.».
Наряду с К. Клаузевицем и А. Шлиффеном является крупнейшим военным теоретиком XIX века, основоположником германской военной мысли. Военные кампании, проведенные Х. Мольтке, были положены в основу «Плана Шлиффена».

## Интересные факты
21 октября 1889 года генерал-фельдмаршал сделал две аудиозаписи на новом цилиндрическом фонографе Томаса Эдисона. Первая содержит поздравительное послание Эдисону и отрывок из Фауста, вторая — из Гамлета.
Это единственные аудиозаписи голоса человека, родившегося в XVIII веке — Мольтке родился в 1800 году (последний год этого столетия). По иронии судьбы Хельмут фон Мольтке был известен как der große Schweiger — «великий молчальник» за свою молчаливость.

## Награды
- Орден Чёрного орла (Королевство Пруссия, 28.07.1866)[11]
- Большой крест ордена Красного орла с дубовыми листьями и мечами (Королевство Пруссия, 28.07.1866)
- Большой Крест с короной и бриллиантами ордена «Pour le Mérite» (Королевство Пруссия, 29.11.1889)[12]
- Орден «Pour le Mérite für Wissenschaften und Künste» (Королевство Пруссия, 24.05.1874)
- Орден Дома Гогенцоллернов степени Великого командора со Звездой и мечами (Королевство Пруссия, 26.10.1875)
- Большой крест Железного креста (Королевство Пруссия, 22.03.1871)
- Орден Короны 1-го класса с мечами (Королевство Пруссия, 14.08.1864)[13]
- Орден Святого Иоанна Иерусалимского (Королевство Пруссия)
- Спасательная медаль (Пруссия)
- Династический орден Альбрехта Медведя (Герцогства Ангальт-Бернбург, Ангальт-Дессау, Ангальт-Кётен, 24.06.1871)
- Военный орден Максимилиана Иосифа, большой крест (Королевство Бавария, 07.11.1870)
- Орден Генриха Льва (Герцогство Брауншвейг, 11.04.1871)
- Орден Верности (Великое герцогство Баден, 27.04.1871)
- Орден Военных заслуг Карла Фридриха, большой крест (Великое герцогство Баден, 02.07.1868)
- Орден Вюртембергской короны, большой крест (Королевство Вюртемберг, 23.03.1869)
- Орден «За военные заслуги», большой крест (Королевство Вюртемберг, 20.01.1871)
- Орден Людвига, большой крест (Великое герцогство Гессен, 08.04.1871)
- Крест «За военные заслуги» (Великое герцогство Гессен, 27.04.1871)
- Медаль «За военные заслуги» (Княжество Липпе-Детмольд)
- Крест «За отличие на войне» (Герцогство Мекленбург-Стрелиц)
- Орден Вендской короны, большой крест (Герцогство Мекленбург-Шверин, 11.04.1871)
- Крест «За военные заслуги» 1-го класса (Герцогство Мекленбург-Шверин, 24.06.1871)
- Орден Заслуг герцога Петра-Фридриха-Людвига, большой крест (Великое герцогство Ольденбург, 09.01.1871)
- Орден Саксен-Эрнестинского дома, большой крест (Герцогства Саксен-Альтенбург, Саксен-Кобург-Гота, Саксен-Мейнинген, 29.10.1861)
- Орден Белого сокола, большой крест (Великое герцогство Саксен-Веймар-Эйзенах, 09.01.1871)
- Военный орден Святого Генриха, большой крест (Королевство Саксония, 26.10.1870)
- Орден Рутовой короны (Королевство Саксония, 1876)
- Королевский венгерский орден Святого Стефана, большой крест (Австро-Венгрия, 1872)
- Австрийский орден Леопольда, большой крест (Австрийская империя, 21.08.1864)
- Орден Леопольда I, большой крест (Бельгия, 30.04.1867)
- Высший орден Святого Благовещения (Королевство Италия, 26.09.1873)
- Орден Святых Маврикия и Лазаря, большой крест (Королевство Италия)
- Савойский военный орден, большой крест (Королевство Италия, 04.07.1867)
- Орден Короны Италии, большой крест (Королевство Италия)
- Орден Почёта (Османская империя)
- Орден Меджидие 1-й степени (Османская империя)
- Медаль «За отличие» («Имтияз») (Османская империя)
- Орден Башни и Меча, большой крест (Королевство Португалия)
- Орден Святого апостола Андрея Первозванного (Российская империя, 30.12.1871)
- Орден Святого Георгия 2-й степени (Российская империя, 27.12.1870)
- Орден Святого Александра Невского (Российская империя, 25.06.1867)
- Орден Белого орла (Российская империя)
- Орден Святой Анны 1-й степени (Российская империя)
- Орден Белого слона, большой крест (Сиам)
- Орден Почётного легиона, большой крест (Французская империя, 20.06.1867)
- Орден Серафимов (Шведско-норвежская уния, 10.08.1881)

## Память
- В 1935 году Международный астрономический союз присвоил имя Мольтке кратеру на видимой стороне Луны.
- С 1942 по 1944 год имя Х. Мольтке носила улица Реймерса в Риге.
- Имя Х. Мольтке носит автодорожный мост в Берлине.

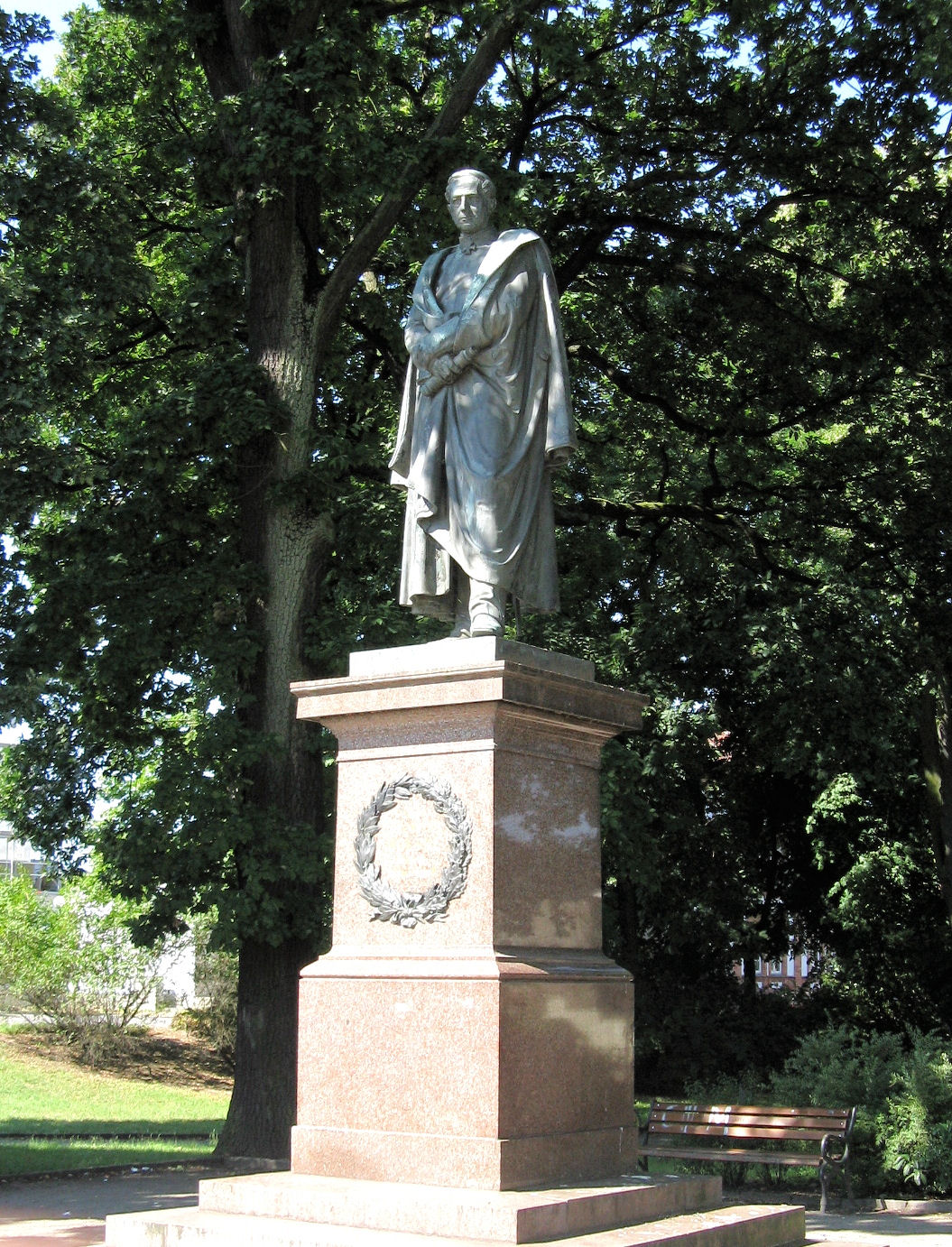
Памятник Мольтке (1876) в городе Пархим
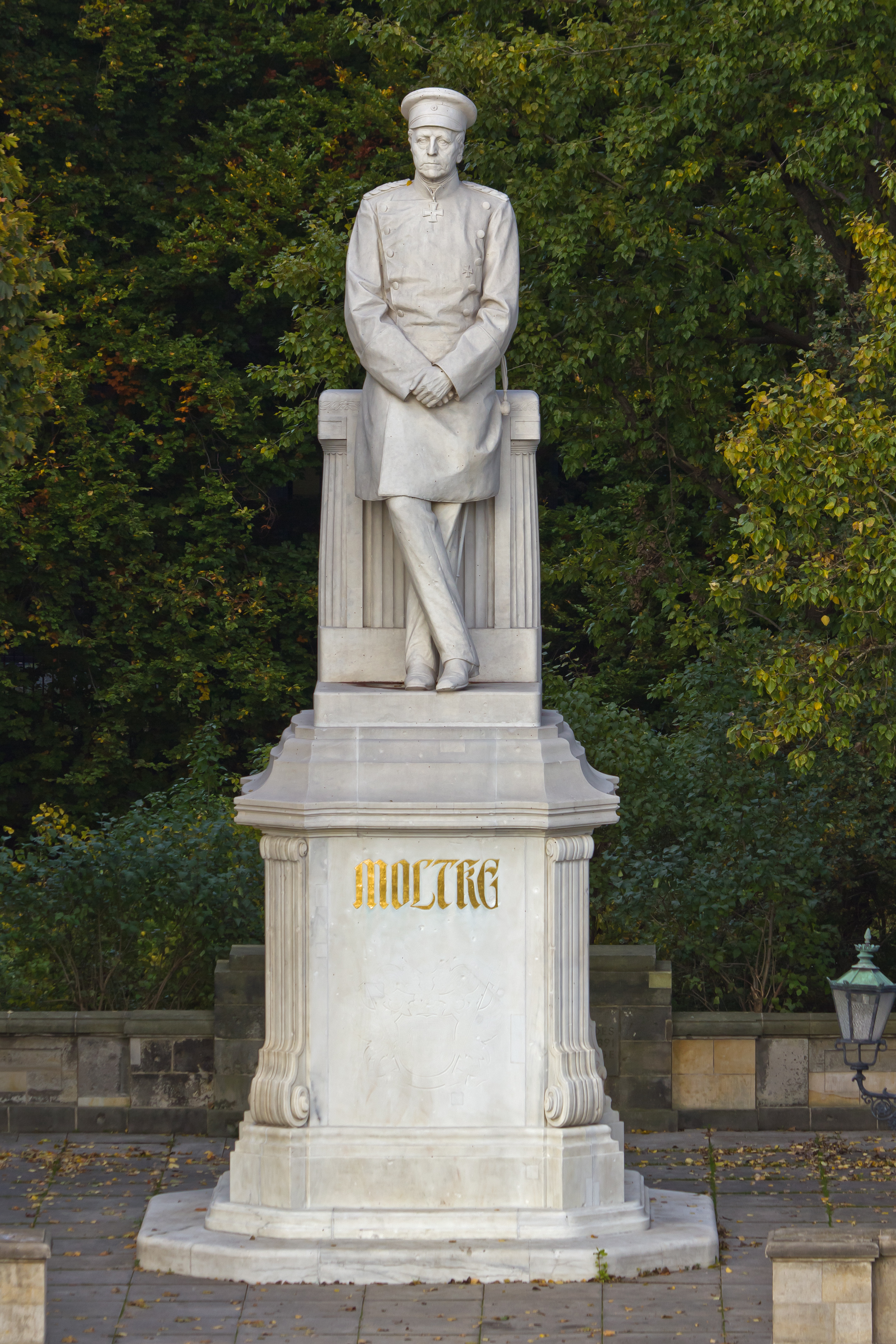
Памятник Мольтке (1904) в парке Большой Тиргартен (Берлин)

## Сочинения
- Zwei Freunde (Novelle), 1827
- Briefe über die Zustände und Begebenheiten in der Türkei 1835-39, 1841 (В сборнике: Unter dem Halbmond (Projekt Gutenberg))
- Der russisch-türkische Feldzug 1828-29, 1845
- Briefe aus Rußland, 1877
- Geschichte des Deutsch-Französischen Krieges von 1870-71, 1891 (Фельдмаршал Мольтке. История германо-французской войны 1870—1871 гг. — М., Воениздат, 1937. — 360 с.)
- Briefe an seine Braut und Frau, 1893
- Gesammelte Schriften und Denkwürdigkeiten, 1899
- Moltke. Aufzeichnungen, Briefe, Schriften, Reden. 1922
- Первая Датская кампания (1848—1849 гг.). — СПб., 1898
- Военные поучения. Оперативная подготовка к сражению. Пер. с нем. — М., 1938;
- История германо-французской войны 1870—1871 гг. Пер. с нем. — М., 1937.